# Acanella arbuscula
Acanella arbuscula är en korallart som först beskrevs av Johnson 1862.  Acanella arbuscula ingår i släktet Acanella och familjen Isididae. Inga underarter finns listade i Catalogue of Life.